# Salmão da Sabedoria

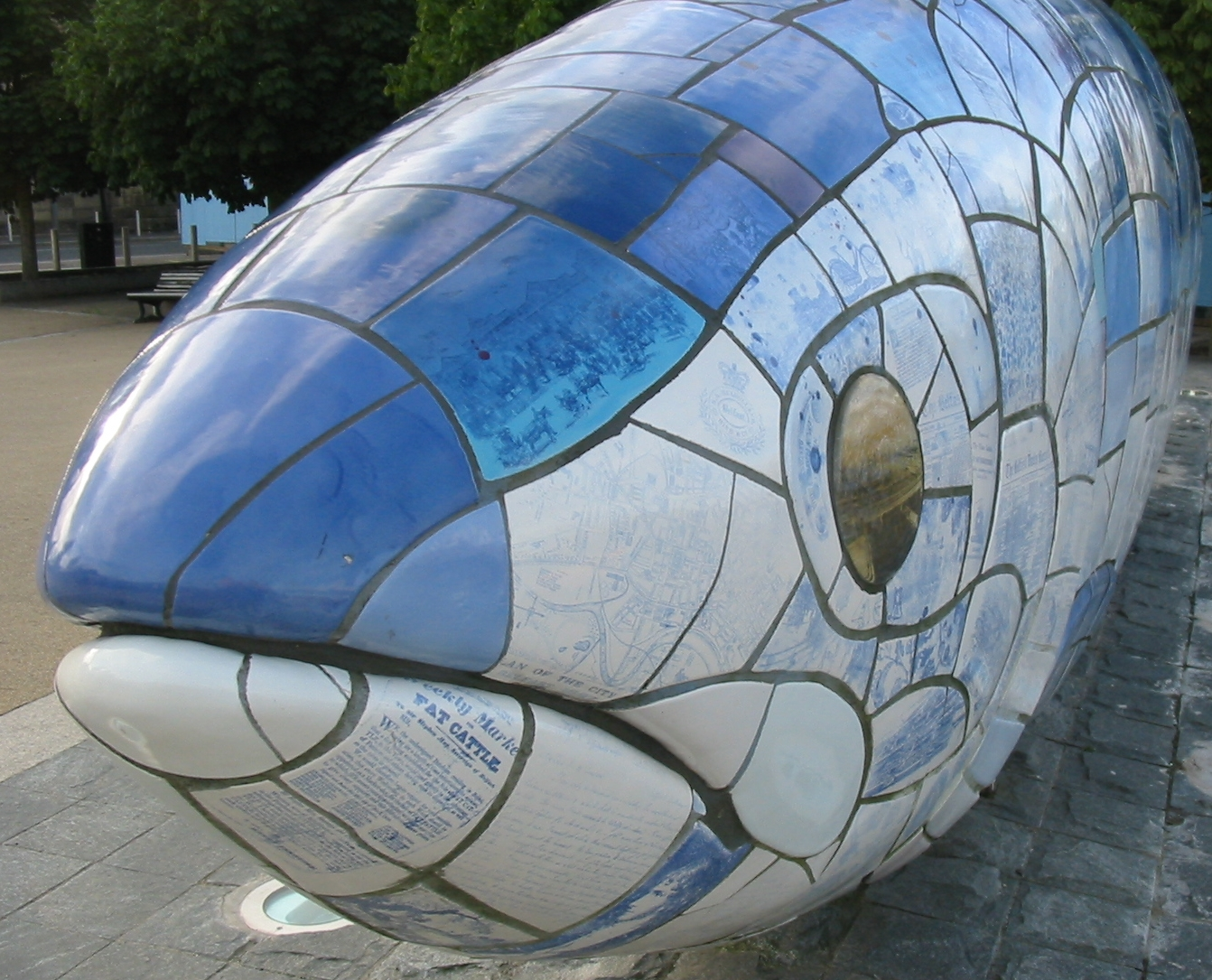
The Big Fish

O Salmão da Sabedoria (bradán feasa) é uma criatura do Ciclo Feniano da mitologia irlandesa. Ele aparece no The Boyhood Deeds of Fionn, que descreve as primeiras aventuras de Fionn Mac Cumhaill. De acordo com a história, o salmão comeu as nove avelãs que caíram no Poço da Sabedoria das nove árvores ao redor da fonte, ganhando todo o conhecimento do mundo. Por resultado, a primeira pessoa que comesse sua carne fresca ganharia tal conhecimento.
O poeta Finn Eces passou sete anos tentando pescar o salmão. Ao finalmente conseguir capturá-lo, ele instruiu seu aprendiz Fionn a prepará-lo para seu instrutor. Enquanto preparava o alimento, Fionn se queimou com parte do animal e imediatamente chupou a região para reduzir a dor. Ao levar a refeição a Finegas, o mestre viu um fogo nos olhos do garoto que não havia antes. Quando questionado por Finegas, Fionn negou que havia comido o peixe, mas ao ser pressionado assume que havia provado um pouco acidentalmente. Esse conhecimento incrível de Fionn o permitiu liderar Fianna.